# ممورال پارک (هیوستون)
ممورال پارک (به انگلیسی: Memorial Park) یک منطقهٔ مسکونی در ایالات متحده آمریکا است که در هیوستون واقع شده‌است.